# Lusevera
Lusevera (friülà Lusèvare, eslovè Bardo) és un municipi italià, dins de la província d'Udine a l'Eslàvia friülana. L'any 2007 tenia 749 habitants. Limita amb els municipis de Kobarid (Eslovènia), Gemona del Friuli, Montenars, Nimis, Resia, Taipana, Tarcento i Venzone. Segons el cens del 1971, el 5,6% de la població era eslovena.

## Administració
| Període | Identitat      | Partit        |
| ------- | -------------- | ------------- |
| 2004-   | Claudio Noacco | Llista cívica |